# Přívozy na Berounce

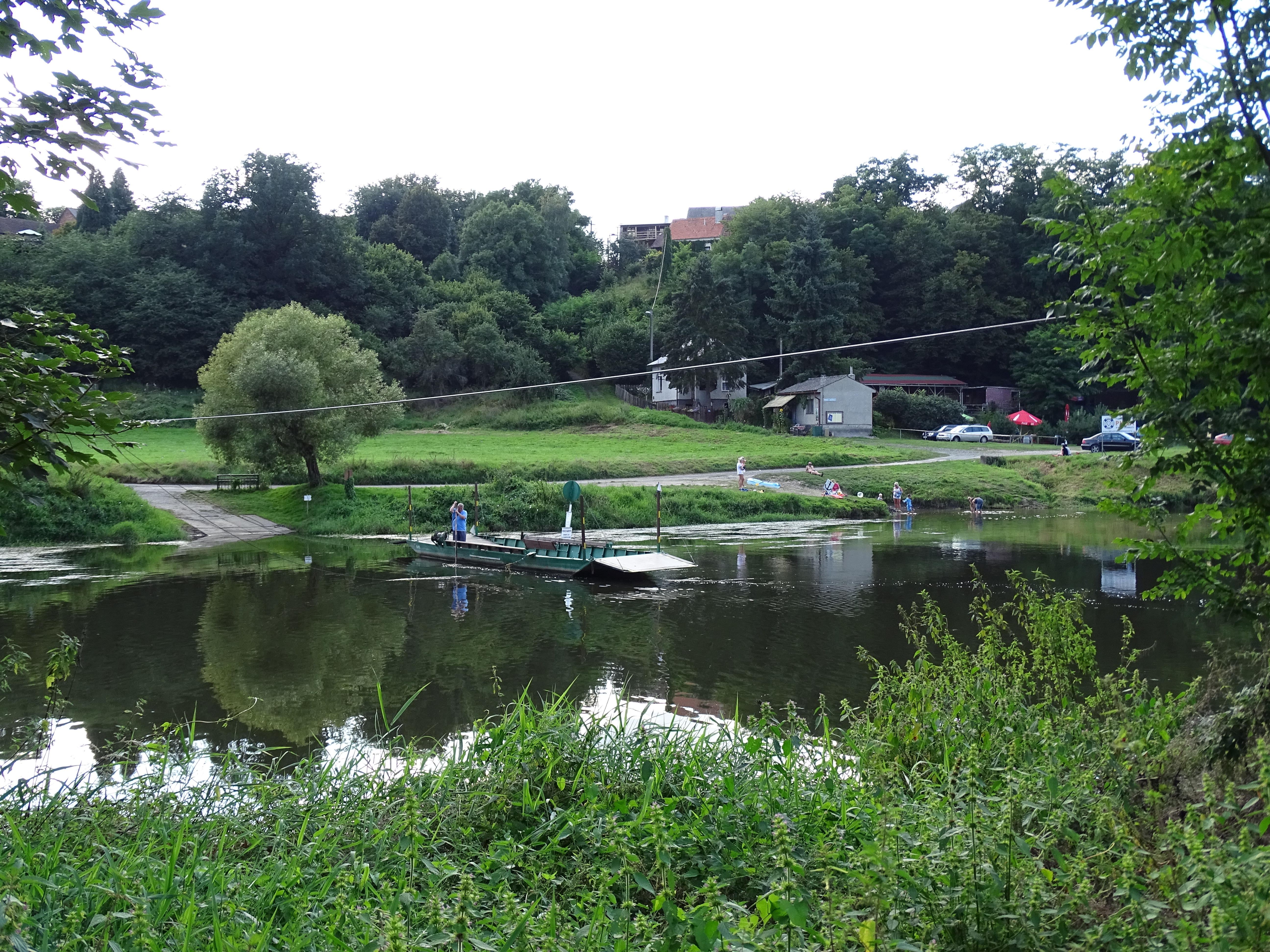
Přívoz Nadryby, 2016

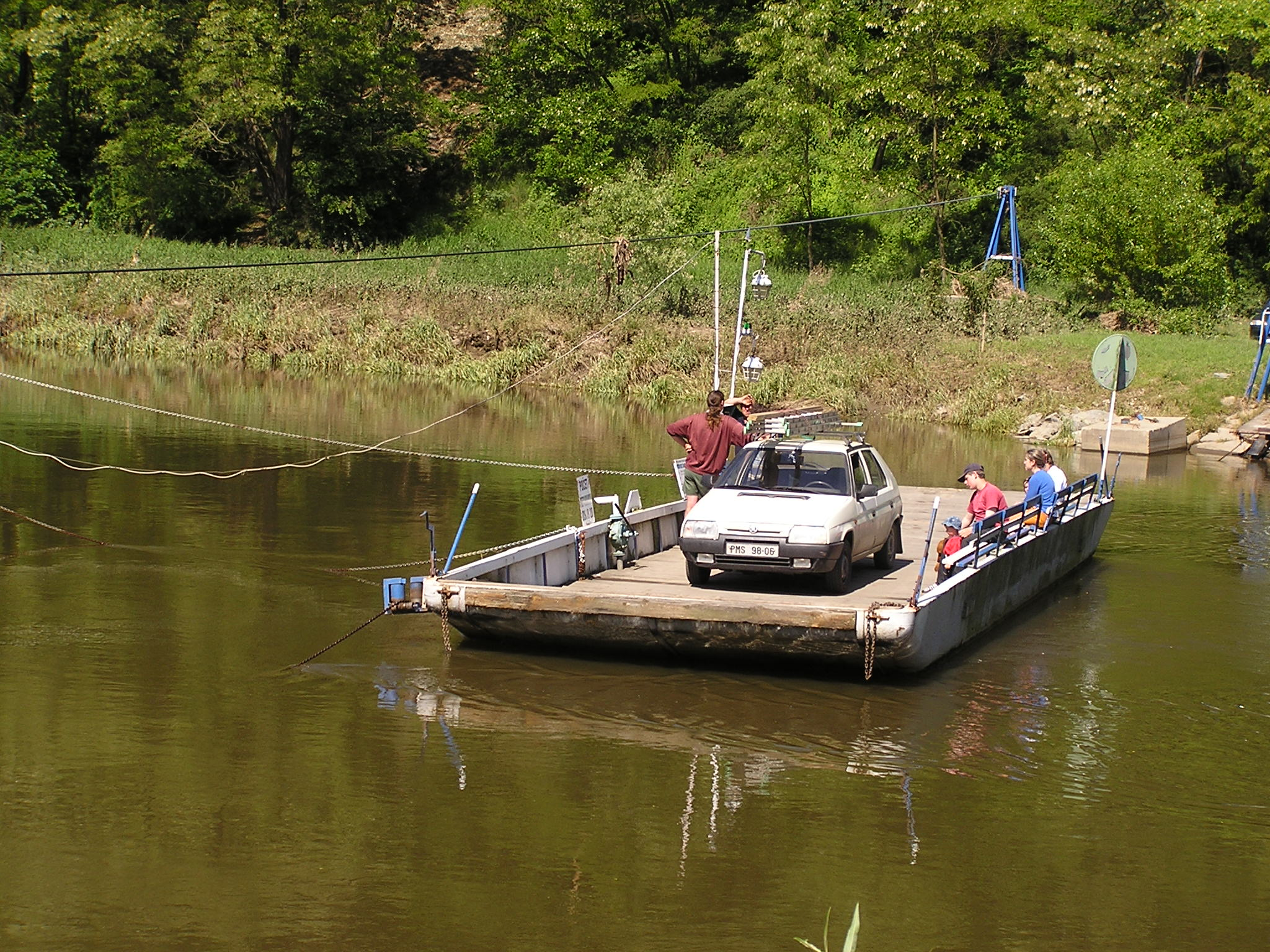
Přívoz Darová, 2006

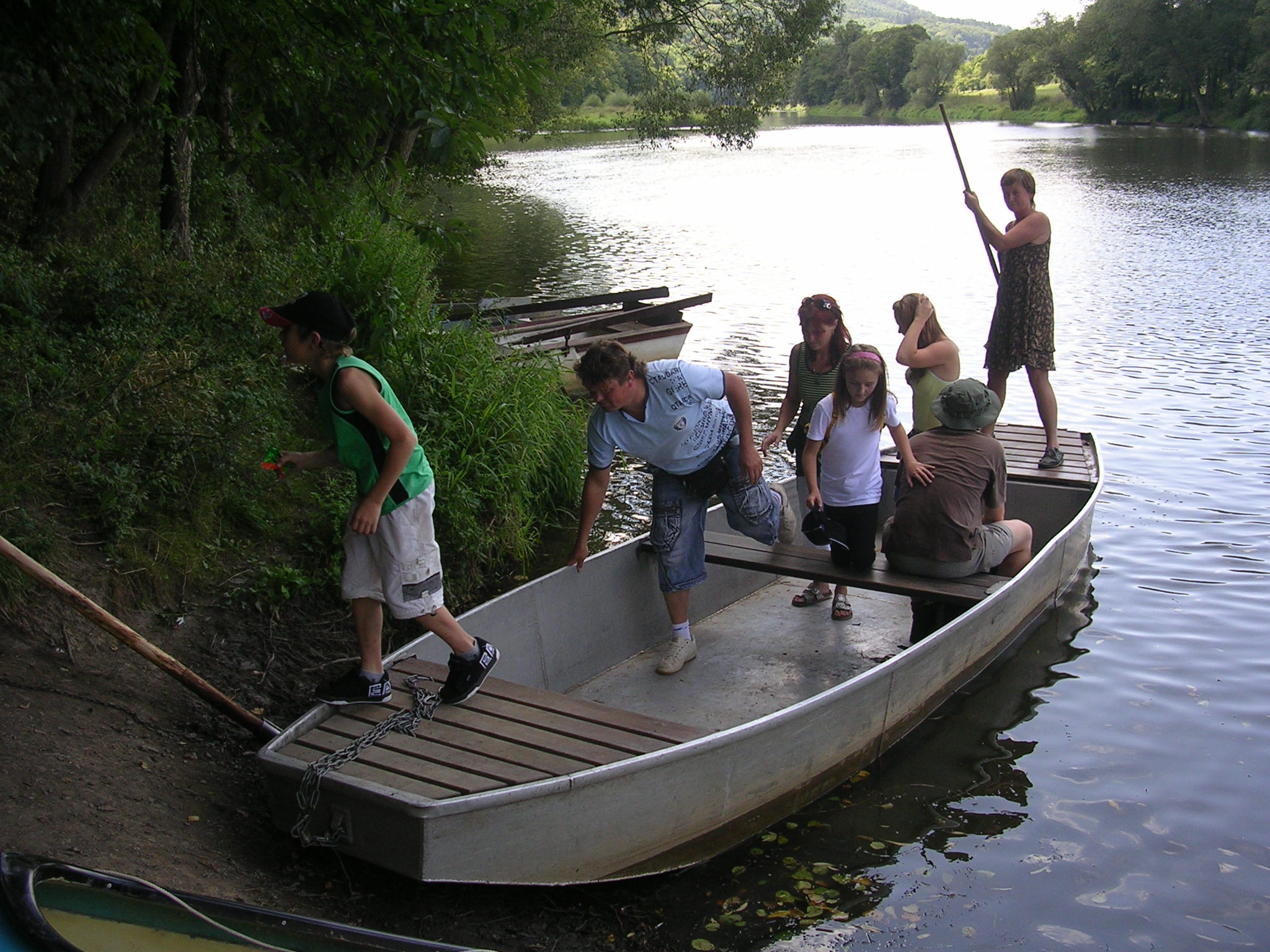
Přívoz Luh

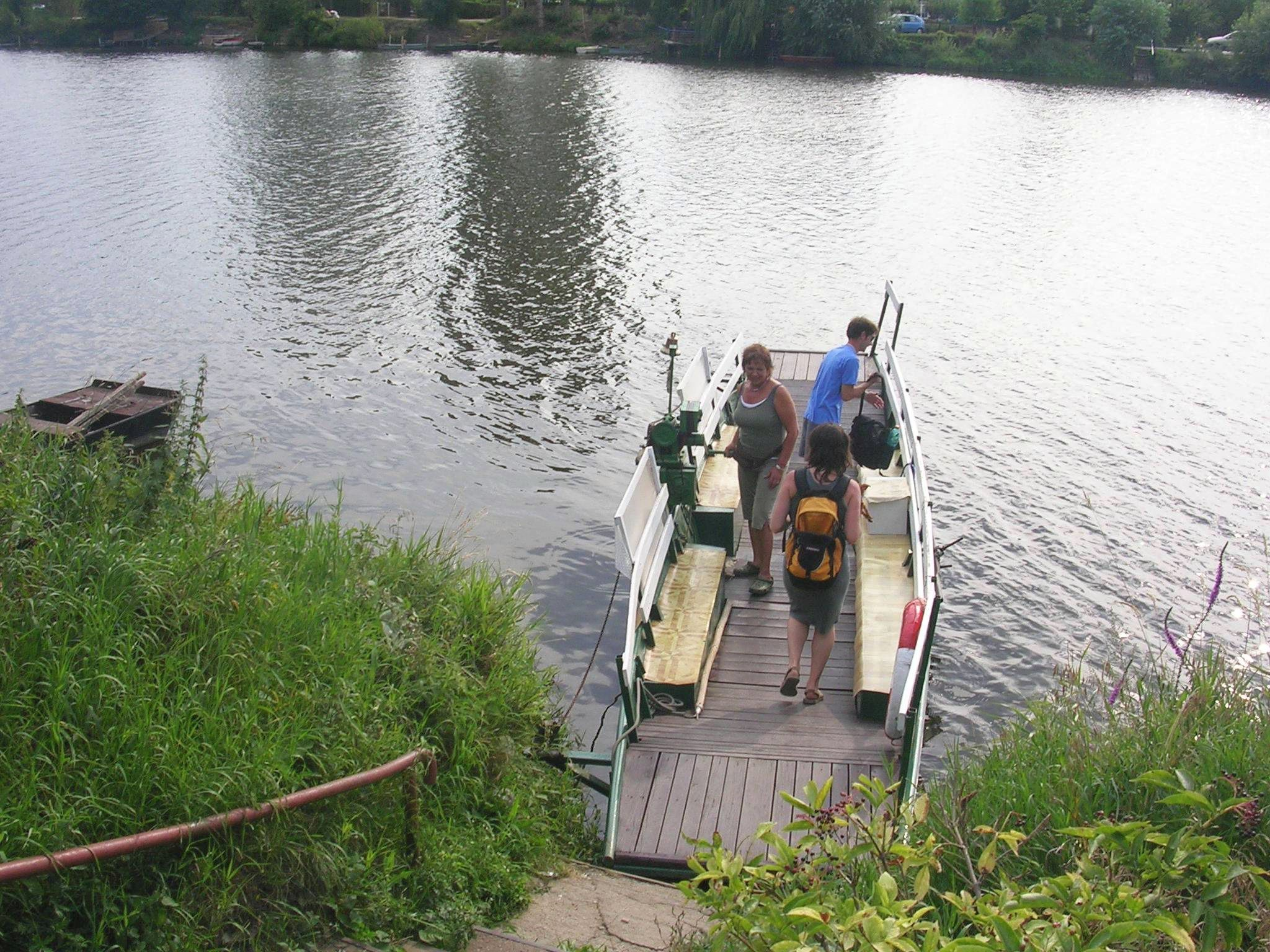
Kazínský přívoz v roce 2007

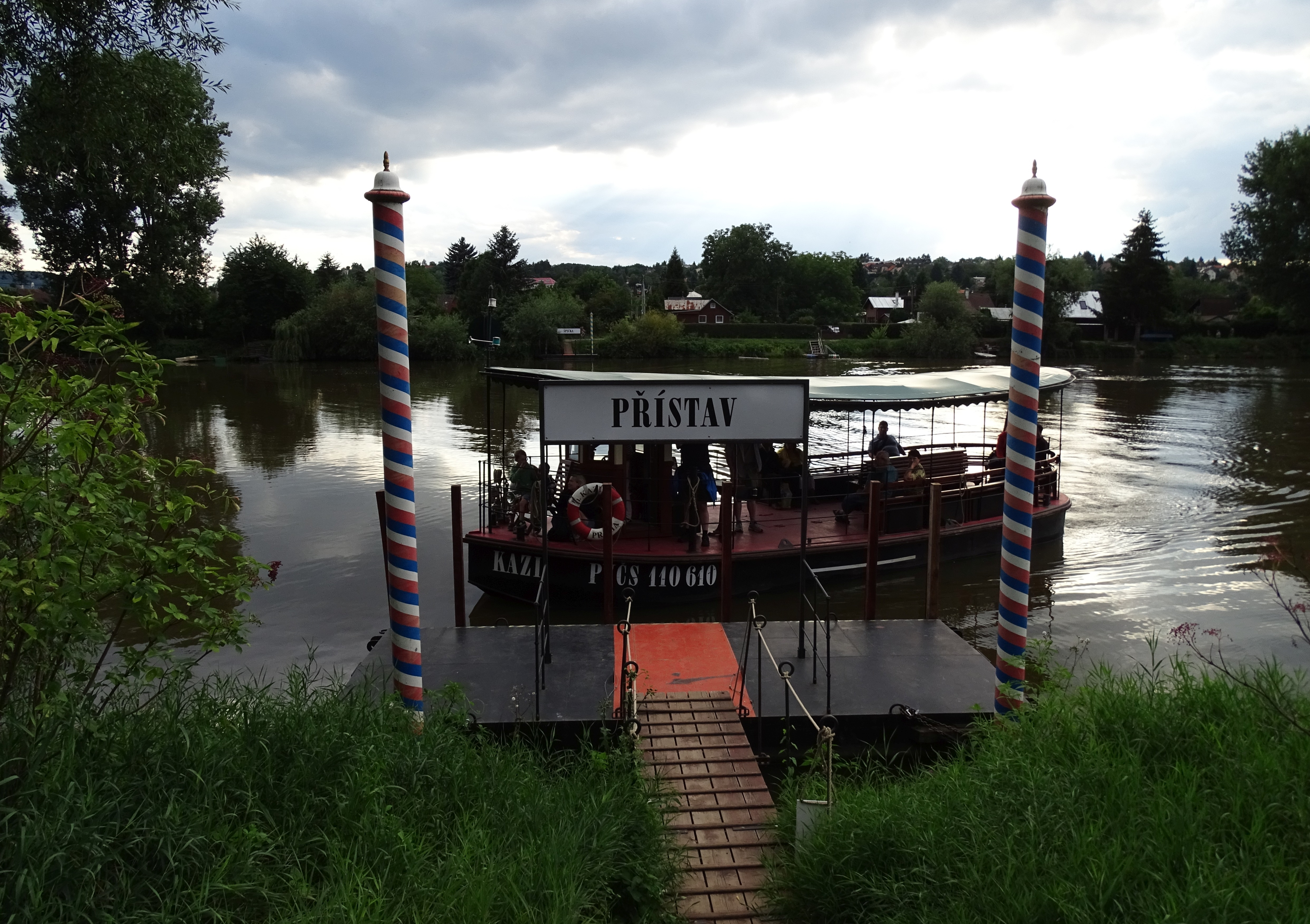
Kazínský přívoz, 2016

Obsahuje zjištěné říční přívozy na řece Berounce. Podle náměstka hejtmana Plzeňského kraje Pavla Čížka fungovalo dříve na Berounce mezi Plzní a Prahou 60 přívozů.

## Fungující přívozy
Seznam je řazen po směru toku řeky.
- Přívoz Nadryby: (u Chrástu) Kovová loď, pohon pomocí bidla, jištěno řetězem na vodicím laně, převoz osob i osobních automobilů. Provoz jen od června do září, denně kromě pondělí. Provozovatel: Ing. Miroslav Schubert MS-Soft (rejdař). První zmínky o přívozu jsou z 12. století.[2]
- Přívoz Darová: Asi 7 km za přívozem Nadryby. Zřízen 1973. Přepravuje i nákladní automobily (nosnost prámu 8 tun), v provozu denně, celoročně od 6 do 18 hodin. Vlastní obec Břasy, jako provozovatel je na informační tabuli uvedena STAS - STANĚK s. r. o., převozníkem je pan K. Prokýšek z Plané. [1]
- Přívoz Branov-Luh - Nezabudice, k pamětní síni Oty Pavla v Luhu, 7 km před Křivoklátem. Bezmotorová duralová pramice poháněná bidlem, v provozu od 17. století, nyní jen v letní sezoně.[3]
- Přívoz Kazín - Dolní Mokropsy byl historicky doložen poprvé v roce 1899 a naposledy 1950, v letech 1992–2007 zde Věra Kadlecová z Prahy 5 provozovala v letní sezóně pramici upoutanou ke spodnímu vodiči a poháněnou elektromotorem nebo ruční klikou, přívoz přepravoval osoby, kočárky a jízdní kola.[4] Od roku 2008 přívoz nebyl v provozu, údajně kvůli nemožnosti dohody o nájemní smlouvě k pozemku. V roce 2010 rada hlavního města Prahy plánovala jej obnovit jako příměstský přívoz PID P7 Lipence – Mokropsy a společnost Pražské Benátky měla v roce 2013 připravenu převozní loď i mola, ale město Praha a ROPID zahájení provozu z finančních důvodů odložily. V roce 2015 společnost Pražské Benátky přívoz obnovila bez zapojení do PID, převozní plavby jsou zakomponovány do okružních vyhlídkových plaveb po délce řeky.

V únoru 2019 se Plzeňský kraj rozhodl podpořit přívozy v Darové a Nadrybech. Na provoz přívozu v Darové přispívá od roku 2014, na přívoz v Nadrybech přispívá kraj poprvé, protože obec požádala o příspěvek na rekonstrukci služebny a lodě. Se Státní plavební správou rovněž jednal o zřízení dalších přívozů ve směru na Prahu, pro která měl vytipovaná tři místa. O novém jednom či dvou přívozech uvažuje v souvislosti s plánem nové mezinárodní cyklostezky podél řeky a s dokončováním krajské koncepce cyklodopravy.

## Zaniklé přívozy
- Přívozy v Plzni: Na Radbuze byly osobní přívozy v Doudlevcích, na městské plovárně, pod železničním mostem. Na Berounce v Doubravce, Bukovci a v Zábělé.[5]
- Přívoz pod Valentovským mlýnem
- Přívoz Kostelec
- Přívoz U Kolečků
- Přívoz Planá
- Přívoz Kaceřov
- Přívoz Srbsko již zanikl, ale stále se podle něj jmenuje ulice K Přívozu a k přívozu také úředně vede silnice III/11614. Srbecká lávka, která přívoz nahradila, není zařazena do silniční sítě, ale je obecní. V roce 1931 bylo na přívozu vyměněno lano, od roku 1935 měl přívoz v nájmu pan Veverka, 6. května 1936 přívoz převezl prezidenta Masaryka s doprovodem. Roku 1968 zemřel starý převozník Veverka, po roce 1968 byl převozníkem pan Tůma. Přívoz byl v provozu do roku 1986.[6]
- Přívoz Dolní Mokropsy – Horní Mokropsy vznikl ve 14. století, kdy nahradil dosavadní brod., a byl provozován mokropeským dvorem. Zbraslavský klášter roku 1730 prodal panskou chalupu Václavu Kocourkovi s podmínku, že bude zajišťovat převoznickou službu. V roce 1913 byl přívoz upraven na lanový, v roce 1914 se majitelé vzdali koncese. Od roku 1862 však již obě vsi spojoval železniční most.[7]
- Přívoz Horní Černošice – Dolní Černošice: koncesi k provozování přívozu nad mlýnským jezem udělilo místodržitelství obci Dolní Černošice 16. září 1895,[7] provoz poprvé doložen 1899, naposledy 1950.[4] (Nahrazen lávkou.) Původním vlastníkem a provozovatelem černošického přívozu byl velkostatek zbraslavský; prvním nájemcem (v letech 1896–1924) a převozníkem byl František Cvrk z Horních Černošic. Po něm následovali převoznící Václav Ejem z Radotína a František Jiskra z Dolních Černošic. V roce 1933 zápis v obecní kronice konstatuje, že výnosy z přívozu se snížily, protože lázně a koupaliště se přesunuly ke Kazínu.[7]
- Přívoz Radotín – Zbraslav: poprvé doložen 1159 (výnosy z provozu přívozu podle privilegia Vladislava II. připadly řádu johanitů), zrušen kolem roku 1950.[4] (Nahrazen lávkou.)
- Přívoz Lahovice – Zbraslav přes bývalé rameno Berounky (dnešní Krňov či Krňák) sloužil do roku 1680, odkdy byl mimo období tání ledů nahrazen loďkovým mostem, později stálým dřevěným mostem a od roku 1913 železobetonovým mostem přes Krňov.[8]